# Ferdinand Van Den Haute
Ferdinand Van Den Haute   (Deftinge, 25 de juny de 1952), més conegut com a Ferdi, és un ciclista belga, ja retirat, que fou professional entre 1976 i 1987.
En el seu palmarès destaquen tres victòries d'etapa a la Volta a Espanya, una el 1976 i dues el 1976. En aquesta darrera edició també guanyà la classificació per punts. Al Tour de França de 1984 guanyà una etapa. En curses d'un dia destaca la Gant-Wevelgem de 1978 i el campionat de Bèlgica en ruta de 1987.

## Palmarès
- 1975
  - 1r a la Circuit d'Hainaut
  - 1r a la Volta a la Província de Lieja
  - 1r a la Volta a la província de Namur i vencedor de 2 etapes
- 1976
  - Vencedor d'una etapa a la Volta a Espanya
  - Vencedor d'una etapa a l'Étoile des Espoirs
- 1977
  - 1r al Stadsprijs Geraardsbergen
- 1978
  - 1r a la Gant-Wevelgem
  - 1r al Stadsprijs Geraardsbergen
  - Vencedor de 2 etapes a la Volta a Espanya i 1r de la classificació per punts 
  - Vencedor de 2 etapes a la Volta a Luxemburg
- 1979
  - 1r al Tour de l'Aude
  - Vencedor d'una etapa a la Volta als Països Baixos
- 1980
  - 1r al Stadsprijs Geraardsbergen
  - Vencedor d'una etapa a l'Étoile des Espoirs
- 1981
  - 1r al Gran Premi de Denain
  - 1r al Circuit de les Ardenes flamenques - Ichtegem
- 1983
  - 1r al Stadsprijs Geraardsbergen
  - Vencedor d'una etapa a la París-Niça
- 1984
  - 1r al Gran Premi de Fourmies
  - 1r al Gran Premi del cantó d'Argòvia
  - 1r al Stadsprijs Geraardsbergen
  - Vencedor d'una etapa al Tour de França
- 1985
  - 1r a la Ronde van Midden-Zeeland
  - 1r al Stadsprijs Geraardsbergen
  - Vencedor d'una etapa a l'Étoile des Espoirs
- 1986
  - 1r al Stadsprijs Geraardsbergen
  - Vencedor d'una etapa a la Volta a Bèlgica
- 1987
  -  Campió de Bèlgica en ruta

### Resultats a la Volta a Espanya
- 1976. 34è de la classificació general. Vencedor d'una etapa
- 1977. 44è de la classificació general
- 1978. 6è de la classificació general. Vencedor de 2 etapes. 1r de la classificació per punts

### Resultats al Tour de França
- 1980. 53è de la classificació general
- 1981. 99è de la classificació general
- 1984. 106è de la classificació general. Vencedor d'una etapa
- 1985. 119è de la classificació general